# Ministerio de Asuntos coloniales (Japón)
El Ministerio de Asuntos coloniales (拓務省 Takumushō?) fue un antiguo departamento ministerial en el gobierno del Imperio de Japón que existió entre 1923 y 1942, cuando fue transformado en el Ministerio de la Gran Asia Oriental (大東亜省 Daitōashō?). Hasta la entrada en guerra de Japón en 1941, fue el organismo a cargo del sistema colonial japonés.

## Historia
En sus orígenes el Ministerio de Asuntos coloniales tuvo su raíz en la Oficina de colonización de Hokkaidō, establecida a comienzos del periodo Meiji por el Primer ministro Kuroda Kiyotaka con el objetivo de proteger la débil frontera norte contra la Rusia imperial mediante el asentamiento de antiguos soldados como agricultores-milicianos en Hokkaidō. A esto le siguió la creación del Departamento de administración colonial como una sección de la oficina del Gobernador General de Taiwán. Ésta fue establecida el 2 de abril de 1896 por el general Tomonosuke Takashima con la intención de fomentar la inversión y el asentamiento japoneses en Taiwán, después de que la isla fuera ocupada por Japón como resultado de la primera guerra sino-japonesa. La oficina fue abolida en 2 de septiembre de 1897.

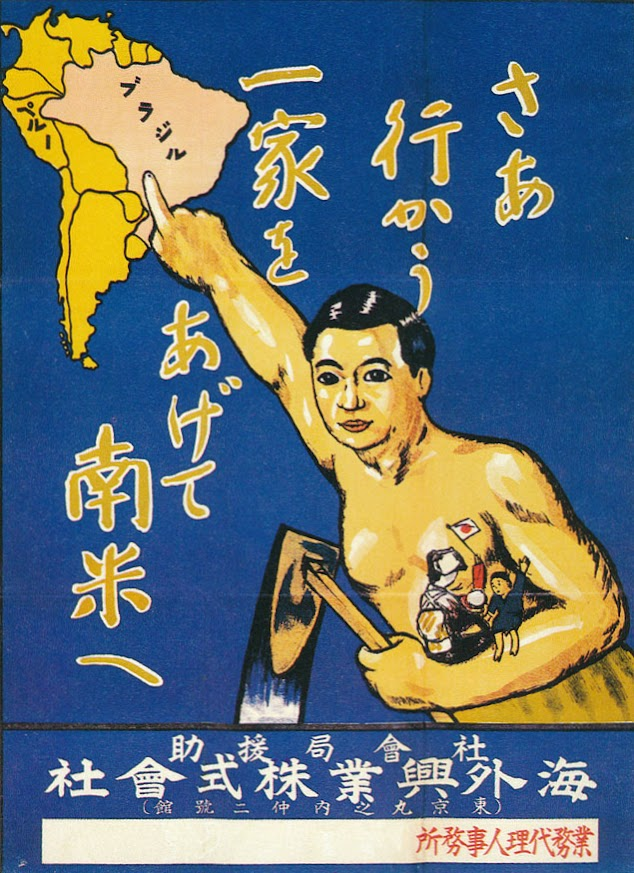
Póster propagandístico japonés exhortando a la emigración a Sudamérica.

El gobierno japonés continuó dando estímulos esporádicos a la emigración de japoneses al extranjero con la idea de aliviar la superpoblación de las islas principales japonesas y también para ayudar a difundir la influencia japonesa en el extranjero. Ya desde finales del periodo Meiji y comienzos del periodo Taishō, un gran número de japoneses comenzaron a emigrar a Hawái, California, las Filipinas y, en menor número, a China, Sudamérica y el Sudeste de Asia. Sin embargo, esta emigración a los países extranjeros no consiguió contribuir a la protección de las zonas periféricas del ya creciente Imperio japonés. Después de la adquisición de Corea, Karafuto y del Territorio arrendado de Kwantung como resultado de la guerra ruso-japonesa, el 10 de junio de 1910 fue establecida la Oficina de colonización (拓務局 Takumukyoku?) como una parte del Ministerio del Interior. Sin embargo, este nuevo organismo fue objeto de numerosas críticas por su inoperancia, razón por la que el 10 de junio de 1929 fue elevado al rango de ministerio propio durante el gobierno Giichi Tanaka.
El nuevo ministerio pretendía coordinar la emigración y el asentamiento en los territorios exteriores de Japón, por lo que tenía la responsabilidad de supervisión sobre:
- Gobierno general de Chōsen (朝鮮総督府 Chōsen Sōtokufu?)
- Gobierno general de Taiwán (台湾総督府 Taiwan Sōtokufu?)
- Agencia de Karafuto (樺太庁 Karafutochō?)
- Mandato del Pacífico Sur (南洋庁 Nan'yochō?)
- Territorio arrendado de Kwantung (関東庁 Kantōchō?)

Sin embargo, el ministerio no llegó a patrocinar la emigración a esos territorios. Sólo se prestó asesoramiento y cooperó con las empresas privadas de patrocinio emigración. 
También supervisó las operaciones de la Compañía del Ferrocarril del Sur de Manchuria, aunque su autoridad no se llegó a extender a Manchuria debido a la fuerte resistencia del Ministerio de la Guerra, dado que pretendían conservar para sí mismos el control sobre un futuro desarrollo económico de Manchuria. De la misma manera, el Gobierno general de Corea, que había estado acostumbrado a una amplia autonomía, rechazó el control del nuevo ministerio y siguió administrando Corea en ocasiones con pequeñas interferencias desde Tokio. Tras el comienzo de la Segunda Guerra Mundial, el 1 de noviembre de 1942 el Ministerio de Asuntos coloniales fue abolido y sus funciones repartidas entre el Ministerio de Asuntos exteriores y el nuevo Ministerio de la Gran Asia Oriental.

## Ministros de Asuntos coloniales

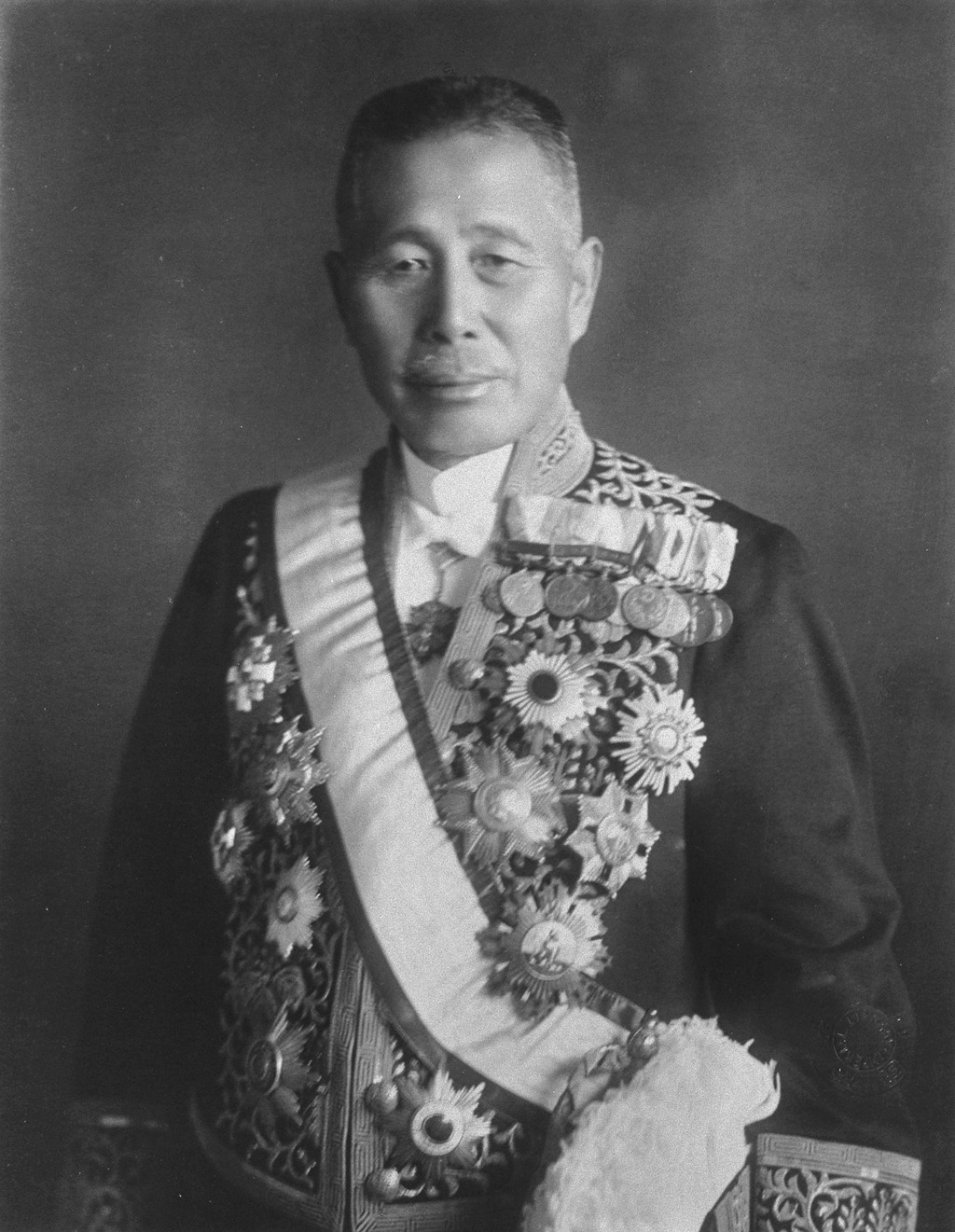
Giichi Tanaka.

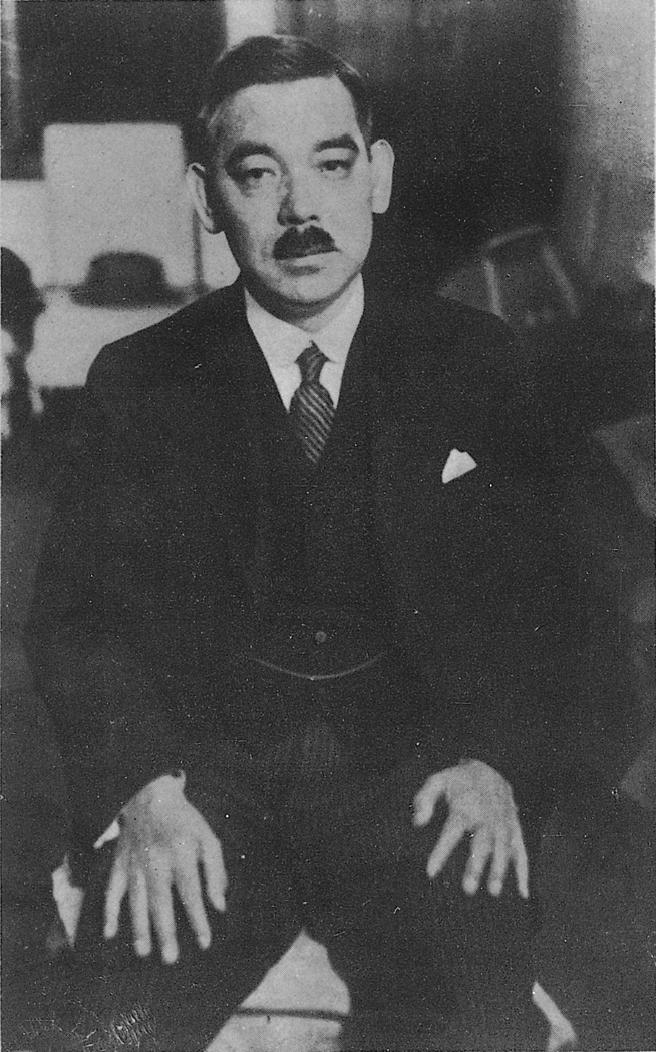
Yōsuke Matsuoka.

|    | Nombre            | Inicio                   | Final                    |
| -- | ----------------- | ------------------------ | ------------------------ |
| 1  | Giichi Tanaka     | 10 de junio de 1929      | 2 de julio de 1929       |
| 2  | Genji Matsuda     | 2 de julio de 1929       | 14 de abril de 1931      |
| 3  | Shūjirō Hara      | 14 de abril de 1931      | 9 de septiembre de 1931  |
| 4  | Reijirō Wakatsuki | 9 de septiembre de 1931  | 13 de diciembre de 1931  |
| 5  | Toyosuke Hata     | 13 de diciembre de 1931  | 26 de mayo de 1932       |
| 6  | Ryūtarō Nagai     | 26 de mayo de 1932       | 8 de julio de 1934       |
| 7  | Keisuke Okada     | 8 de julio de 1934       | 9 de octubre de 1934     |
| 8  | Hideo Kodama      | 9 de octubre de 1934     | 9 de marzo de 1936       |
| 9  | Hidejirō Nagata   | 9 de marzo de 1936       | 2 de febrero de 1937     |
| 10 | Toyotarō Yūki     | 2 de febrero de 1937     | 4 de junio de 1937       |
| 11 | Sonyu Ōtani       | 4 de junio de 1937       | 26 de mayo de 1938       |
| 12 | Kazushige Ugaki   | 26 de mayo de 1938       | 30 de septiembre de 1938 |
| 13 | Fumimaro Konoe    | 30 de septiembre de 1938 | 29 de octubre de 1938    |
| 14 | Yoshiaki Hatta    | 29 de octubre de 1938    | 7 de abril de 1939       |
| 15 | Kuniaki Koiso     | 7 de abril de 1939       | 30 de agosto de 1939     |
| 16 | Tsuneo Kanemitsu  | 30 de agosto de 1939     | 16 de enero de 1940      |
| 17 | Kuniaki Koiso     | 16 de enero de 1940      | 22 de julio de 1940      |
| 18 | Yōsuke Matsuoka   | 22 de julio de 1940      | 28 de septiembre de 1940 |
| 19 | Kiyoshi Akita     | 28 de septiembre de 1940 | 18 de julio de 1941      |
| 20 | Teijirō Toyoda    | 18 de julio de 1941      | 18 de octubre de 1941    |
| 21 | Shigenori Togo    | 18 de octubre de 1941    | 2 de diciembre de 1941   |
| 22 | Hiroya Ino        | 2 de diciembre de 1941   | 2 de noviembre de 1942   |